# Eastman School of Music
La Eastman School of Music és l'escola de música de la Universitat de Rochester, una universitat privada de recerca a Rochester, Nova York, Estats Units. Va ser establerta el 1921 per l'industrial i filantrop George Eastman.
Ofereix títols de Llicenciatura en Música (BM), Màsters en Arts (MA), Màsters en Música (MM), títols de Doctor en Filosofia (PhD) i títols de Doctor en Arts Musicals (DMA) en molts camps musicals. L'escola també atorga un "Certificat d'intèrpret" o "Diploma d'artista". El 2015, hi havia més de 900 estudiants inscrits a la divisió universitària de l'Eastman School (aproximadament 500 estudiants de grau i 400 de postgrau). Els estudiants provenien de gairebé tots els estats dels Estats Units, amb aproximadament un 25% d'estudiants estrangers. Cada any sol·liciten aproximadament 2000 estudiants (1000 estudiants de grau i 1000 graduats). La taxa d'acceptació va ser del 13% el 2011 i uns 1.000 estudiants (entre 16 anys i més de 80 anys) estan matriculats a l'Escola de Música de la Comunitat de l'Eastman School.

## Història
Alf Klingenberg, un pianista noruec, va ser el primer director de l'escola, que va servir de 1921 a 1923. El va succeir el compositor Howard Hanson el 1924, que va tenir un impacte enorme en el desenvolupament de l'escola, inclòs va influir en la creació del primer Doctor en Música. Llicenciat en arts als Estats Units. Quan es va jubilar el 1964, després de ser director de l'escola durant 40 anys, Hanson va ser succeït pel director d'orquestra Walter Hendl.
Hendl va exercir com a director de 1964 a 1972, i després va ser succeït pel pianista i musicòleg Robert Freeman, que va exercir de 1972 a 1996. El director associat Daniel Patrylak va exercir com a director en funcions des del moment de la dimissió de Walter Hendl (maig de 1972) fins que Robert Freeman, va assumir el càrrec el juliol de 1973. Després de la renúncia de Robert Freeman el 1996, James Undercofler va ser nomenat director i degà de la Eastman School, i va ocupar aquest càrrec fins que va dimitir el 2006 per acceptar el càrrec de director general i president de l'Orquestra de Filadèlfia. Jamal Rossi, un antic alumne d'Eastman, va ser nomenat degà interí de l'Eastman School l'abril de 2006. El 21 de maig de 2007, el compositor i director Douglas Lowry, abans degà de la "Universitat de Cincinnati College-Conservatory of Music", va ser nomenat degà de la Eastman School, per començar a servir el 2007. Després de la mort de Lowry el 2013, Rossi va ser nomenat degà.

## Campus i instal·lacions

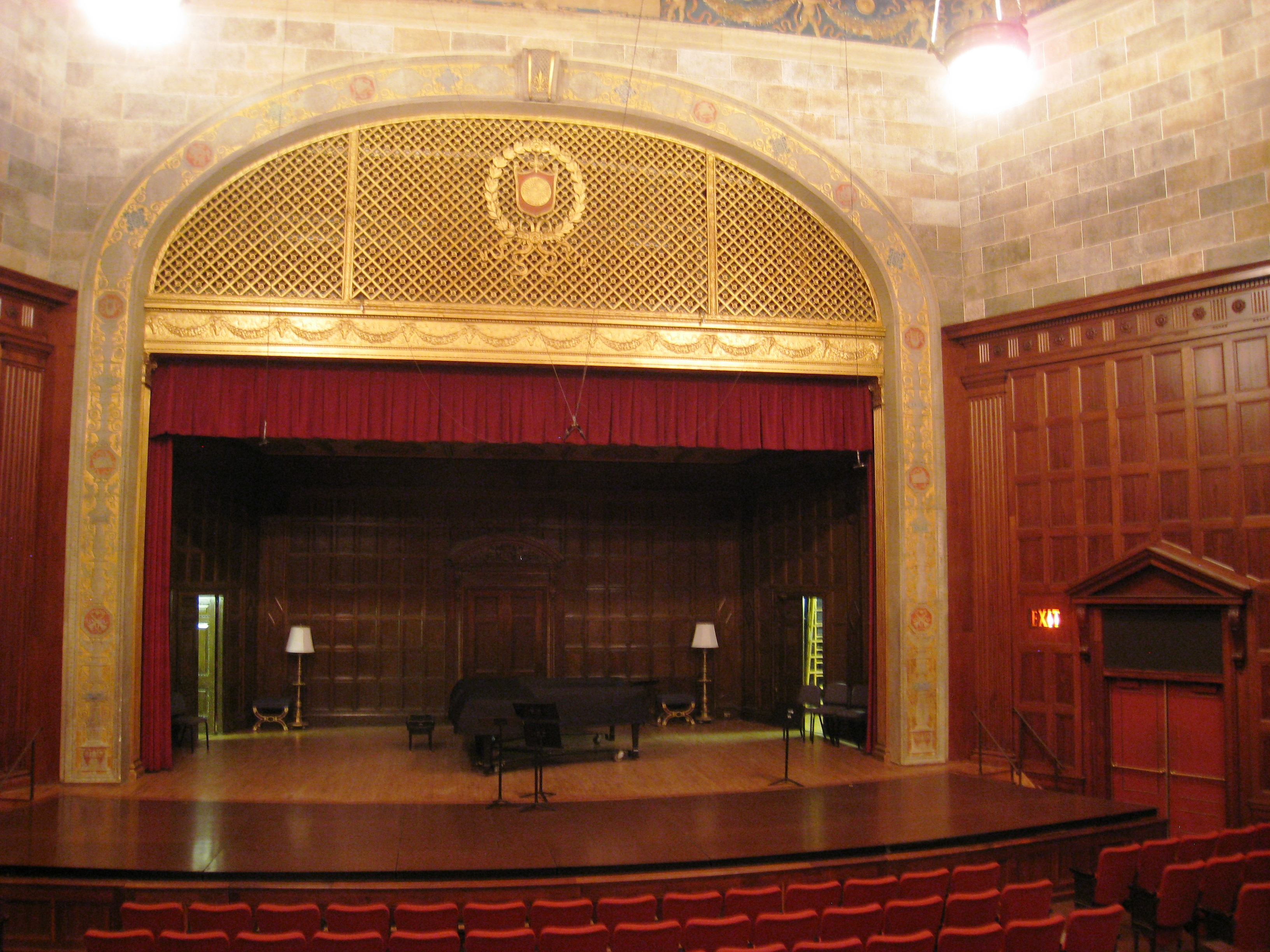
Kilbourn Hall

L'escola Eastman ocupa parts de cinc edificis al centre de Rochester, Nova York. La sala principal inclou el renovat Eastman Theatre de 3.094 seients, el Kilbourn Hall de 455 seients, el Hatch Recital Hall de 222 seients i oficines per al professorat.
L'Eastman Theatre es va obrir el 1922 com a centre de música, dansa i cinema mut amb acompanyament d'orquestra i orgue. Avui, el teatre de 3.094 seients és la sala de concerts principal dels conjunts més grans de l'Eastman School, incloses les seves orquestres, grups de vent, conjunts de jazz i corals. A més, l'Eastman Opera Theatre presenta produccions operístiques totalment escenificades al teatre cada primavera. També és el principal lloc d'actuació de l'Orquestra Filharmònica de Rochester. El 2004 es va completar una renovació del teatre de 5 milions de dòlars. El teatre es troba al 60 Gibbs Street, a la cantonada dels carrers Main i Gibbs. A causa d'una donació de 10 milions de dòlars per part d'Eastman Kodak Inc. l'abril de 2008, l'Eastman Theatre va ser rebatejat oficialment com a "Kodak Hall at Eastman Theatre" quan es va acabar la renovació el 2010.
La biblioteca musical de Sibley, la biblioteca musical acadèmica més gran d'Amèrica del Nord, es troba a l'altra banda del carrer de la sala principal. Hiram Watson Sibley va fundar la biblioteca el 1904 amb la fortuna que va guanyar com a primer president de Western Union. Es va traslladar a la seva ubicació actual l'any 1989, i ocupa 45.000 peus quadrats (4.200 m2) als pisos 2n, 3r i 4t del Miller Center, abans conegut com a Eastman Place. Actualment, la Sibley Music Library acull gairebé 750.000 articles, que van des dels còdexs del segle XI fins a les últimes composicions i enregistraments. Entre les seves joies es consideren els esborranys originals de l'obra mestra impressionista de Debussy, La Mer.
El "Student Living Center", que es troba al 100 Gibbs Street, és l'edifici del dormitori de l'Eastman School of Music. El 1991, el nou edifici es va obrir a la cantonada dels carrers Main i Gibbs, en substitució dels dormitoris de l'avinguda de la Universitat construïts gairebé 70 anys abans. És un quadrangular de quatre pisos i una torre de 14 pisos que envolta un pati interior enjardinat i conté el seu propi menjador. La majoria dels estudiants matriculats al programa de grau viuen al campus d'aquest edifici.

## Acadèmics
L'escola ofereix títols de Llicenciat en Música (BM), Màster en Arts (MA), Màster en Música (MM), títols de Doctor en Filosofia (PhD) i títols de Doctor en Arts Musicals (DMA) en molts camps musicals. L'escola també atorga un "Certificat d'intèrpret" o un "Diploma d'artista" als estudiants que demostrin una capacitat d'actuació excepcionalment excepcional. L'Institut de Lideratge Musical, que es va formar l'any 2001, ofereix una varietat de programes de diploma dissenyats per educar i oferir als estudiants les habilitats i l'experiència necessàries per satisfer les demandes d'actuació i educació en el canviant món musical actual. El 2018, The Institute for Music Leadership va crear un Màster en Arts en Lideratge Musical per a músics que busquen liderar organitzacions d'arts musicals tradicionals o no tradicionals.

## Professorat i antics alumnes
Els antics alumnes d'Eastman inclouen la cantant Renée Fleming, el baix-baríton William Warfield, el cofundador de Canadian Brass Charles Daellenbach, el violoncel·lista Robert deMaine, el bateria Steve Gadd, el baixista Tony Levin, el flugelhornista Chuck Mangione, l'autor i periodista Michael Walsh, el trompetista, Allen Vizzutti, l'estudiós Horace Clarence Boyer i els compositors Maria Schneider i Cardon V. Burnham. El professorat actual inclou músics i pedagogs com el Ying Quartet, Anthony Dean Griffey, Katherine Ciesinski i Paul O'Dette.
Directors i degans
- Alfred Klingenberg (Director, 1921–1923)
- Raymond Wilson (director en funcions, 1923–1924)
- Howard Hanson (Director, 1924–1964)
- Walter Hendl (Director, 1964–1972)
- Daniel Patrylak (director en funcions, 1972–1973)
- Robert Freeman (Director, 1973–1996)
- James Undercofler (Director en funcions, 1996–1997; Director, 1997–2006)
- Jamal Rossi (Director en funcions, 2006–2007; Degà en funcions, 2013)
- Douglas Lowry (degà, 2007–2013)
- Jamal Rossi (degà, 2014-present)